# Anadolu Efes Spor Kulübü 2023-2024
Questa voce raccoglie le informazioni riguardanti l'Anadolu Efes Spor Kulübü nelle competizioni ufficiali della stagione 2023-2024.

## Stagione
La stagione 2023-2024 dell'Anadolu Efes Spor Kulübü è la 46ª nel massimo campionato turco di pallacanestro, la Basketbol Süper Ligi.
All'inizio della nuova stagione la Federazione decise di revocare lo status di "domestic player" ai giocatori che avevano rifiutato di partecipare alle competizioni della Nazionale turca e così Shane Larkin non viene più considerato un giocatore turco.

## Roster
Aggiornato al 18 agosto 2023.
| Anadolu Efes 2023-24 | Anadolu Efes 2023-24 |
| Giocatori            | Staff tecnico        |
| -------------------- | -------------------- |

| N. | Naz.                                        | Ruolo | Nome                  | Anno | Alt.   | Peso   |  |
| -- | ------------------------------------------- | ----- | --------------------- | ---- | ------ | ------ |  |
| 0  | Stati Uniti (bandiera) · Turchia (bandiera) | P     | Shane Larkin (C)      | 1992 | 182 cm | 79 kg  |  |
| 1  | Francia (bandiera)                          | PG    | Rodrigue Beaubois (C) | 1988 | 190 cm | 84 kg  |  |
| 6  | Stati Uniti (bandiera)                      | G     | Elijah Bryant         | 1995 | 196 cm | 95 kg  |  |
| 8  | Turchia (bandiera)                          | C     | Salih Altuntaş        | 2006 | 208 cm |        |  |
| 9  | Turchia (bandiera)                          | PG    | Melih Tunca           | 2005 | 194 cm |        |  |
| 10 | Turchia (bandiera)                          | G     | Ridvan Öncel          | 1997 | 191 cm | 87 kg  |  |
| 11 | Cipro (bandiera) · Turchia (bandiera)       | PG    | Erten Gazi            | 1997 | 191 cm | 93 kg  |  |
| 12 | Stati Uniti (bandiera)                      | AP    | Will Clyburn          | 1990 | 201 cm | 95 kg  |  |
| 13 | Stati Uniti (bandiera)                      | PG    | Darius Thompson       | 1995 | 193 cm | 89 kg  |  |
| 17 | Turchia (bandiera)                          | C     | Mehmet Demirel        | 2005 | 214 cm |        |  |
| 18 | Turchia (bandiera)                          | P     | Doğuş Özdemiroğlu     | 1996 | 191 cm | 88 kg  |  |
| 19 | Turchia (bandiera)                          | AG    | Burak Can Yıldızlı    | 1994 | 202 cm | 82 kg  |  |
| 21 | Germania (bandiera)                         | C     | Tibor Pleiß           | 1989 | 221 cm | 122 kg |  |
| 23 | Germania (bandiera)                         | P     | Justus Hollatz        | 2001 | 191 cm | 82 kg  |  |
| 24 | Albania (bandiera) · Turchia (bandiera)     | C     | Ercan Osmani          | 1998 | 213 cm | 102 kg |  |
| 25 | Stati Uniti (bandiera)                      | C     | Daniel Oturu          | 1999 | 203 cm | 109 kg |  |
| 31 | Stati Uniti (bandiera)                      | AG    | Mike Daum             | 1995 | 206 cm | 107 kg |  |
| 33 | Turchia (bandiera)                          | AP    | Erkan Yılmaz          | 1997 | 196 cm | 87 kg  |  |
| 35 | Stati Uniti (bandiera)                      | AG    | Derek Willis          | 1995 | 206 cm | 104 kg |  |
| 41 | Croazia (bandiera)                          | C     | Ante Žižić            | 1997 | 209 cm | 121 kg |  |
| 88 | Stati Uniti (bandiera)                      | C     | Tyrique Jones         | 1997 | 206 cm | 108 kg |  |

| Allenatore |
| - Erdem Can (fino al 1º febbraio) - Tomislav Mijatović (dal 2 febbraio)                                                                 |
| Assistente/i |
| - Serhan Aydanarığ - Tomislav Mijatović (fino al 2 febbraio) - Ümit Temoçin Legenda - (C) Capitano - (IN) Inattivo - Infortunato Roster |

## Mercato

### Sessione estiva
| Acquisti | Acquisti           | Acquisti          | Acquisti              | Acquisti |
| R.a      | Nome               | da                | Modalità              |          |
| -------- | ------------------ | ----------------- | --------------------- | -------- |
| P        | Justus Hollatz     | Cedevita Olimpija | definitivo (30.000 €) |          |
| P        | Doğuş Özdemiroğlu  | Darüşşafaka       | svincolato            |          |
| PG       | Darius Thompson    | Saski Baskonia    | svincolato            |          |
| AP       | Erkan Yılmaz       | Türk Telekom      | svincolato            |          |
| AG       | Derek Willis       | Reyer Venezia     | svincolato            |          |
| AG       | Burak Can Yıldızlı | Beşiktaş          | svincolato            |          |
| C        | Tyrique Jones      | Türk Telekom      | svincolato            |          |
| C        | Ercan Osmani       | Darüşşafaka       | svincolato            |          |

| Cessioni | Cessioni        | Cessioni         | Cessioni       | Cessioni |
| R.       | Nome            | a                | Modalità       |          |
| -------- | --------------- | ---------------- | -------------- | -------- |
| P        | Doğuş Balbay    | Free agent       | fine contratto |          |
| P        | Vasilije Micić  | Oklahoma Thunder | fine contratto |          |
| G        | Buğrahan Tuncer | Galatasaray      | fine contratto |          |
| AP       | Egehan Arna     | Beşiktaş         | rescissione    |          |
| AG       | Karahan Efeoğlu | Utah Utes        | fine contratto |          |
| AG       | Amath M'Baye    | CSKA Mosca       | rescissione    |          |
| AC       | Chris Singleton | Free agent       | fine contratto |          |
| C        | Bryant Dunston  | Virtus Bologna   | fine contratto |          |
| C        | Furkan Haltalı  | Beşiktaş         | fine prestito  |          |

### Dopo l'inizio della stagione
| Acquisti | Acquisti     | Acquisti             | Acquisti         | Acquisti   |
| R.       | Nome         | da                   | Data             | Modalità   |
| -------- | ------------ | -------------------- | ---------------- | ---------- |
| AG       | Mike Daum    | Derthona Basket      | 29 novembre 2023 | definitivo |
| C        | Daniel Oturu | Merkezefendi Denizli | 4 dicembre 2023  | prestito   |
| G        | Ridvan Öncel | Darüşşafaka          | 14 dicembre 2023 | prestito   |

| Cessioni | Cessioni   | Cessioni       | Cessioni         | Cessioni    |
| R.       | Nome       | a              | Data             | Modalità    |
| -------- | ---------- | -------------- | ---------------- | ----------- |
| C        | Ante Žižić | Virtus Bologna | 31 dicembre 2023 | rescissione |